# Église Saint-Hilaire de Mareuil-sur-Ay
L'église de Mareuil est une église romane construite au XIe siècle, dédiée à saint Hilaire et située sur le village de Mareuil-sur-Ay dans le département de la Marne, en France

## Historique

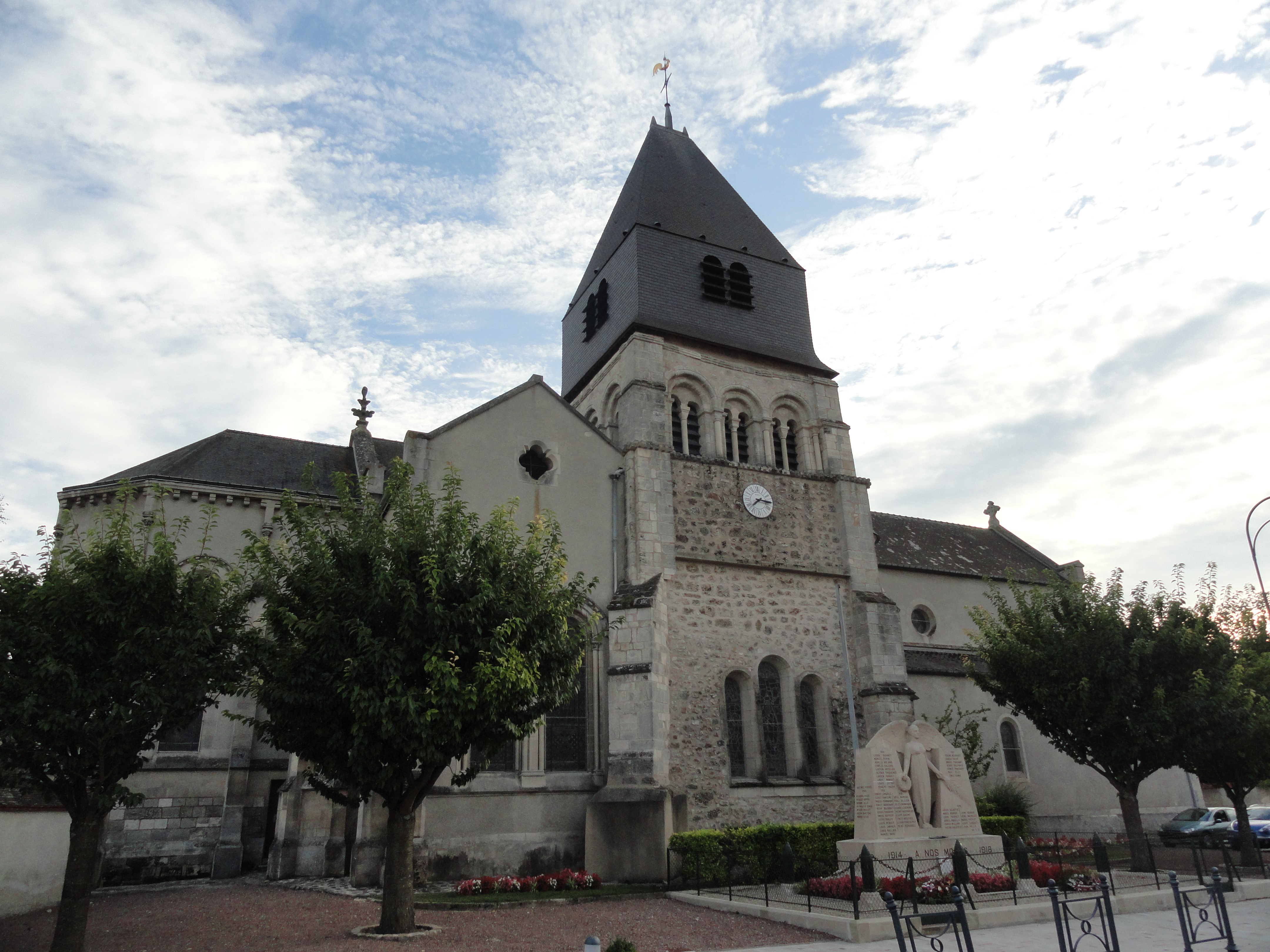
Le clocher derrière le monument aux morts.

L'archevêque de Reims, Raynold du Bellay donna à l'abbaye Saint-Pierre d'Avenay, le droit de présentation à la cure (droit de patronage) de Saint-Hilaire de Mareuil. En reconnaissance de ce privilège, les abbesses et leur couvent sont tenus de célébrer l'anniversaire de ce prélat avec le même cérémonial et les mêmes solennités que le cérémonial propre aux dites abbesses.
Sa construction initiale remonte au XIe siècle sur l’emplacement d’une église mérovingienne.
Elle est classée partiellement aux monuments historiques pour la tour et la flèche du clocher par arrêté du 2 mars 1933.